# Nebojša Koharović

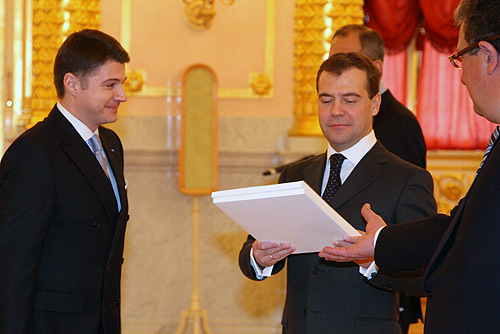
Nebojša Koharović wręcza listy uwierzytelniające prezydentowi Miedwiediewowi

Nebojša Koharović (ur. 17 maja 1963 w Zagrzebiu) – chorwacki polityk i dyplomata, ambasador Chorwacji w Polsce (2003–2008) i Rosji (2008-2012). 

## Życiorys
Ukończył studia z dziedziny filologii i literatury południowosłowiańskiej na Uniwersytecie w Zagrzebiu, obronił pracę magisterską poświęconą zagrzebskiej szkole filologicznej. Podczas studiów kształcił się również w dziedzinie języków angielskiego i rosyjskiego. 
W latach 1988–1990 pracował w Departamencie Handlu Zagranicznego Domu Wydawniczego "Mladost", następnie jako asystent – młodszy wykładowca na macierzystym Wydziale Uniwersytetu w Zagrzebiu oraz wykładowca w Chorwackiej Szkole Naukowo–Technicznej. Od 2000 był asystentem ministra spraw zagranicznych. W latach 2003–2008 sprawował funkcję ambasadora Chorwacji w Polsce, a od listopada 2008 reprezentuje kraj w Rosji. 
Jest członkiem Chorwackiej Partii Ludowej. 